# Apocryptus biserratus
Apocryptus biserratus är en stekelart som beskrevs av Gupta 1983. Apocryptus biserratus ingår i släktet Apocryptus och familjen brokparasitsteklar. Inga underarter finns listade i Catalogue of Life.